# Sandra Knecht
Sandra Knecht ( Berne, 24 mars 1968) est une artiste conceptuelle et une performeuse suisse. Elle vit et travaille à Buus et à Bâle et traite principalement des thèmes de l'identité et de la patrie dans son travail.
Elle a gagné un Swiss Art Award en 2022.

## Trajectoire
Sandra Knecht a travaillé comme assistante sociale pendant 25 ans avant de décider de se consacrer définitivement à l'art. Elle a étudié à la Schauspielakademie d'Ulm de 1992 à 1996 où elle a obtenu un diplôme de mise en scène théâtrale. De 2011 à 2014, elle a étudié à l'Université des Arts de Zurich.
En novembre 2016, Sandra Knecht a installé l'œuvre Chnächt dans la zone portuaire de Bâle. L'intention de l'artiste était de créer une ville natale au milieu d'un non-lieu dans le but de rechercher son identité artistique. La grange vendu aux enchères pour un franc suisse symbolique, se trouvait à Boncourt depuis les années 1930 et a été démontée et reconstruite fidèlement à l'original sur la Uferstrasse de Bâle. Le bâtiment a été utilisé pour des événements gastronomiques : pendant quatre ans, une série d'événements mensuels intitulée « Immer wieder sonntags » a eu lieu au Chnächt. Pendant quatre ans, l'artiste a cuisiné cinq plats pour 30 personnes sans utiliser aucune recette et sans répéter aucun plat.